# Palača Martelli
Palača Martelli je bila rezidenčna palača, od leta 2009 pa mestni muzej, ki na kraju samem prikazuje ostanke dragocene umetniške zbirke prvotne družine in sobe s freskami. Palača stoji na Via Ferdinando Zannetti 8 blizu vogala z Via Cerretani v osrednjih Firencah, dežela Toskana, Italija.

## Zgodovina
Na mestu, kjer je bila palača, so bile od leta 1520 stare hiše družine Martelli. Leta 1627 je bilo območje te palače združeno po poroki senatorja Marca Martellija in njegovega bratranca. Marco je pridobil tudi druge stavbe. Nekatere freske v glavnem nadstropju so iz tega obdobja. Kardinal Francesco Martelli (1633–1717) je bil član te družine.
Leta 1738 sta Giuseppe Maria Martelli, firenški nadškof in Niccolo Martelli, firenški sodni izvršitelj, združila palače po načrtih arhitekta Bernardina Ciurinija. Piano nobile palače so krasile freske Vincenza Meuccija, Ferdinanda Melanija, Niccola Connestabileja in Bernarda Minozzija ter štukature Giovannija Martina Portogallija.
Konec 18. stoletja je Marco, sin Niccola, naročil nadaljnje freske, ki prikazujejo mitološke in zgodovinske epizode družine, od ekip, ki jih je vodil Tommaso Gherardini, medtem ko je Luigi Sabatelli okrasil obok stopnišča, kjer so nekoč postavili dve deli, ki ju pripisujejo Donatellu, kip David in rodbinski grb. Marmorni kip Davida je zdaj prikazan v Narodni galeriji umetnosti v Washingtonu in zdaj se zdi kopija Donatellovega marmornega Davida v Bargellu v Firencah.
Veliki deli umetnin v hiši so bili prodani v zadnjih dveh stoletjih. Leta 1986 je zadnja prebivalka palače, Francesca Martelli, hišo volila firenški kuriji. Leta 1998 je kurija kot del večjega posla prodala kompleks italijanski državi. To je omogočilo, da so bile zbirke leta 2006 odprte kot muzej.
Tudi če upoštevamo izgubo in razpršenost predmetov, zbirka ostaja impresivna, vključno z deli Piera di Cosima, Francesca Francie, Francesca Morandinija, Salvatorja Rosa, Giordana, Beccafumija, Sustermansa, Michaela Sweertsa, Pietra Brueghela mlajšega, Orazia Borgiannija, Francesca Curradija in zbirke majhnih bronastih predmetov, vključno z nekaterimi Soldanija Benzija. Dela so razstavljena v natrpani postavitvi, značilni za to obdobje. V pritličju je soba, poslikana z iluzionistično pergolo Connestabileja.

## Opis
Na zunaj ima dokaj preprosto fasado, z delno zapolnjenimi ločnimi odprtinami, gladkimi klesanimi okvirji in predvsem teraso v nadstropju z obokanim portalom, ki ga uokvirja okvir s pravim kotom in ograjo iz kovanega železa.
Tabernakelj na pročelju palače vsebuje Madono z otrokom in svetim Janezom, delo Mina da Fiesoleja.
Vhodna veža vodi na manjše dvorišče z oboki, prekritimi z okni, kjer prostor iluzionistično razširijo druge trompe l'oeil. Od tu se lahko dostopa do velikega stopnišča, ki vodi do prostorov v glavnem nadstropju, sobe s freskami, ki simulirajo pergolo (imenovane 'zimski vrt') in na levi strani do majhnega dvorišča, kjer majhna vrata vodijo do zasebnega prehoda za baziliko San Lorenzo. Na desni vodijo vrata na veliko dvorišče, kjer se prikaže servisni prostor s tako imenovano 'kopalnico', sobo, v celoti poslikano leta 1822 z bukoličnimi prizori, pripisanimi Niccolò Contestabileju. Ta soba je bila namenjena zavetju pred poletno vročino v prisotnosti vodnjakov, bazenov in oken, ki so se odpirala na notranje dvorišče.

### Stopnišče
Stopnišče v prvo nadstropje je v pietra serena z ograjo iz kovanega železa; na vrhu tega je grb družine Martelli, ki prikazuje zlatega grifona na rdečem ozadju.

### Prvo nadstropje
V prvem nadstropju je galerija slik v štirih sobah, ki so v prostorih srednje do majhne velikosti, s kriterijem, namenjenim pokrivanju sten, podobno kot v Palatinski galeriji. V prvi sobi pod stropom, ki ga je okrasil Marini, izstopajo dela Francesca Francia, Poppija, Salvatorja Rosa in Luce Giordana; platno Giovana Battiste Benignija je zanimivo z velikim družinskim portretom, postavljenim prav v sami galeriji slik.
Druga soba ima strop, ki ga je okrasil Niccolò Connestabile s Poroko Cosima I. Medičejskega in Camille Martelli, v njej pa so mojstrovine Beccafumija, Giusta Sustermansa in drugih. Tretji (strop z Robertom Martellijem v delavnici Donatella del Marinija) hrani krajine in dve redki sliki Bruegla mlajšega. Četrta soba je namesto tega rezultat sodobne rekonstrukcije, ki združuje skladiščne predmete, katerih lokacija je bila neznana; izstopajo slike Orazia Borgiannija, Francesca Curradija in vitrine z ohranjenimi kosi zbirk porcelana, skulpture malega formata, pahljače in drugi predmeti; to sobo imenujemo 'pesniška soba', saj ima na stropni freski upodobitev gore Parnas. 
Sledi kapela, okrašena s fresko Prozerpininega posilstva, rumena dnevna soba, okrašena s svilo s cvetličnimi motivi iz 18.–19. stoletja in Čaščenjem Jezusa Piera di Cosima ter rdeča dnevna soba, v kateri je so portreti in oprema večinoma iz 19.stoletja. Ta zadnja soba, ustvarjena na začetku 19. stoletja, je bila dobesedno ponovno odkrita med obnovo, saj so bile tam ustvarjene majhne sobe majhne vrednosti, ki prekrivajo prvotna tla, stene in obok. V središču stropa lahko vidimo sliko, ki predstavlja alegorija ljubezni, ki obravnava ljubezenske probleme družine.
'Puccijeva dnevna soba' je soba z dragoceno groteskno dekoracijo v pompejanskem slogu in je v bližini plesne dvorane, dvakrat višja od drugih sob, danes vidna v trezni dekoraciji iz 19. stoletja, ki se je odločila proslaviti Marcovo poroko Martelli s Tereso Pucci in Niccolò Martelli s Caterino de' Ricci.
Drugo nadstropje, ki je še potrebno obnovitveno in strukturno prilagoditveno, trenutno ga ni mogoče obiskati.

## Nekatera dela
- Cosmè Tura, Sv. Janez na Patmosu
- Michael Sweerts, Alegorija nečimrnosti
- Domenico Beccafumi, Lupercal party
- Francesco Morandini, Portret Antonia de Riccija
- Giovan Battista Benigni, Družina Martelli
- Salvator Rosa, Katilinina zarota
- Piero di Cosimo, Čaščenje otroka
- Luca Giordano, Brutova prisega proti Tarkviniju za smrt Lukrecije
- Francesco Francia, Madona med svetima Petronijem in Antonom Padovanskim

## Razstave
V muzeju Casa Martelli je bilo leta 2013 razstavljenih 24 albuminov, ki jih je izdelal francoski fotograf Émile Béchard med svojim potovanjem po Afriki in jih je nato kupil Carlo Martelli.
Med letoma 2014 in 2015 je Palazzo Martelli gostila razstavo, ki jo je kurirala Francesca Fiorelli Malesci, katere namen je bil odkriti mistično in predano plat žensk iz družine Martelli.